# Sphecodes grandidieri
Sphecodes grandidieri är en biart som först beskrevs av François du Buysson 1901.  Sphecodes grandidieri ingår i släktet blodbin, och familjen vägbin. Inga underarter finns listade i Catalogue of Life.